# Venus Hum
Venus Hum ist eine Band der elektronischen Popmusik aus Nashville (Tennessee). Die Band produzierte seit 2001 fünf Musikalben. Leadsängerin ist Annette Strean.

## Geschichte
Venus Hum wurde 1999 gegründet. 2001 erschien ihr erstes Album Venus Hum. Die Band wurde international bekannt mit ihrer Coverversion I Feel Love, die gemeinsam mit der Blue Man Group aufgenommen wurde.

## Diskografie
Alben
- 2001: Venus Hum
- 2002: Big Beautiful Sky
- 2006: The Colors in the Wheel
- 2009: Mechanics & Mathematics
- 2021: Kindness Rages On